# زئودی آرایا

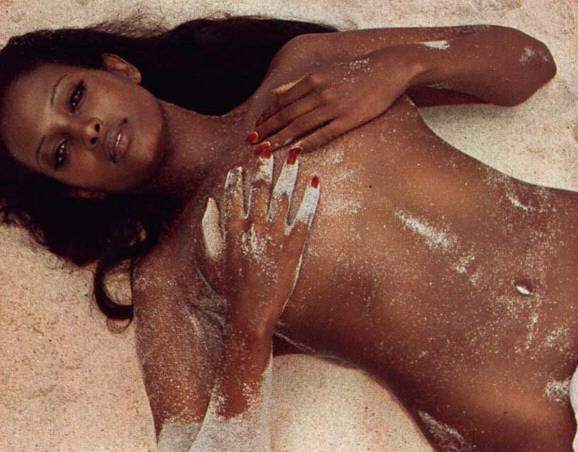
آرایا در صحنه‌ای از فیلم دختری با جلد ماه (۱۹۷۳)

زئودی آرایا (ایتالیایی: Zeudi Araya؛ زادهٔ ۱۰ فوریهٔ ۱۹۵۱) بازیگر، تهیه‌کننده فیلم، خواننده و مدل اهل اریتره است. او برنده شیر طلایی یک عمر دستاورد در جشنواره فیلم ونیز سال ۲۰۱۱ بود.
از فیلم‌ها یا برنامه‌های تلویزیونی که وی در آن نقش داشته‌است، می‌توان به دختری با جلد ماه، کنترل و درندگان اشاره کرد.